# Вилађо Примеро (Горица)
Вилађо Примеро је насеље у Италији у округу Горица, региону Фурланија-Јулијска крајина.
Према процени из 2011. у насељу је живело 86 становника. Насеље се налази на надморској висини од -1 м.